# Патрик Вильям
Па́трик Ви́ллиам Са де Оливе́йра (порт.-браз. Patrick William Sá de Oliveira; род. 3 июня 1997, Сан-Леополду, Риу-Гранди-ду-Сул) — бразильский футболист, защитник клуба «Риу Аве».

## Клубная карьера
Вильям начал профессиональную карьеру в клубе «Тупи» из бразильской Серии C. В 2018 году Патрик перешёл в «Сеару». 31 января в поединке Копа де Нордесте против «ССА Масейо» он дебютировал за основной состав. 14 марта в поединке Лиги Сеаренсе против «Игуату» Вильям забил свой первый гол за «Сеару». 4 июня в матче против «Крузейро» он дебютировал в бразильской Серии A. В начале 2019 года Вильям перешёл в «Вила-Нова». 19 января в матче Лиги Гояно против «Апаресиденсе» он дебютировал за основной состав. 16 марта в поединке против «Итумбиара» Патрик забил свой первый гол за «Вила-Нова». 28 апреля в матче против «Параны» он дебютировал в бразильской Серии B.
Летом 2019 года Вильям перешёл в португальский «Фамаликан». 10 августа в матче против «Санта-Клара» он дебютировал в Сангриш-лиге. 16 августа в поединке против «Риу Аве» Патрик забил свой первый гол за «Фамаликан».
Летом 2021 года Вильям на правах аренды перешёл в «Эшторил-Прая». 13 сентября в матче против «Тондела» он дебютировал за новую команду. Летом 2022 года Вильям подписал контракт с «Риу Аве». 17 сентября в матче против «Жил Висенте» он дебютировал за новый клуб.   